# Colin Campbell Sanborn
Colin Campbell Sanborn (* 12. Juni 1897 in Evanston, Illinois; † 28. August 1962 in Marcella, Arkansas) war ein US-amerikanischer Offizier, Präparator, Kurator und Naturforscher.

## Werdegang
Colin Campbell Sanborn wuchs in Evanston auf und besuchte dort die öffentlichen Schulen. Während des Ersten Weltkrieges diente er zwei Jahre lang in der Feldartillerie.
Sanborn trat 1922 eine Anstellung als Präparator in der Abteilung für Ornithologie am Field Museum of Natural History in Chicago an. 1924 wandte sich sein Interesse von den Vögeln zu den Säugetieren hin, wobei er sich vor allem auf Fledermäuse konzentrierte. Sanborn wurde 1931 zum stellvertretenden Kurator für Säugetiere ernannt und 1937 zum Kurator für Säugetiere. Er bekleidete den Posten mit Unterbrechungen bis zu seinem Ausscheiden im Jahr 1955. In seiner neuen Funktion unternahm er für das Museum sieben Expeditionen nach Peru, Chile, Brasilien, Uruguay, Argentinien, den Aleuten und Thailand. Während seiner Tätigkeit veröffentlichte er 22 wissenschaftliche Arbeiten zu Säugetieren in der Peer-Review-Schriftenreihe des Museums Fieldiana im Bereich Zoologie. Darüber hinaus veröffentlichte er 20 wissenschaftliche Arbeiten und Anmerkungen im Journal of Mammalogy, 18 Arbeiten in 7 anderen wissenschaftlichen Journalen in den Vereinigten Staaten und 13 Arbeiten in 8 wissenschaftlichen Journalen anderer Länder.
Während des Zweiten Weltkrieges verpflichtete sich Sanborn in der US-Navy. In den 3½ Jahren seiner Dienstzeit stieg er vom Senior-Grade Lieutenant zum Lieutenant Commander auf. Er diente hauptsächlich in Lima (Peru).
Mit einem Stipendium der John Simon Guggenheim Memorial Foundation konnte Sanborn 1948 sechs Monate lang das British Museum (BM) zum Studium von Fledermäusen (Microchiroptera) besuchen. Seine erworbene Fachkenntnisse führten schließlich dazu, dass er 1953 Sonderberater im United States Public Health Service, um die potenzielle Übertragung von Tollwut auf Menschen durch Fledermäuse zu untersuchen. In seiner neuen Funktion unternahm er eine ausgedehnte Exkursion nach Trinidad. Er erhielt dann 1954 eine fünfjährige Förderung der National Science Foundation (NSF) für eine weltweite Studie der Fledermäuse.
Sanborn war viele Jahre lang ein aktives Mitglied der American Society of Mammalogists (ASM). In diesem Zusammenhang diente er dort sowohl im Vorstand als auch als Trustee. Er war Gründungsmitglied vom Kennicott Club, einem Naturclub im Chicago-Gebiet zu Ehren von Robert Kennicott, und bekleidete dort verschiedene Funktionen einschließlich des Präsidentenpostens.
Mit seiner Ehefrau Catherine Sanborn hatte er zwei Töchter: Louise Ann und Judith.

## Werke (Auswahl)
- 1929: Land Mammals of Uruguay[2]
- 1931: Bats from Polynesia, Melanesia, and Malaysia[3]
- 1932: The Bats of the Genus Eumops[4]
- 1934: Birds of the Chicago Region[5]
- 1935: New Mammals from Guatemala and Honduras[6]
- 1936: Descriptions and Records of African Bats[7]
- 1939: Eight new bats of the genus Rhinolophus[8]
- 1941: Descriptions and records of Neotropical Bats[9]
- 1947: Catalogue of Type Specimens of Mammals in Chicago Natural History Museum[10]
- 1949: Bats of the genus Micronyteris and its subgenera[11]
- 1950: The Mammals of the Rush Watkins Zoological Expedition to Siam[12]
- 1950: Notes on the Malay Tapir and Other Game Animals in Siam[13]
- 1950: Bats from New Caledonia, the Solomon Islands, and New Hebrides[14]
- 1950: New Philippine Fruit Bats[15]
- 1951: Two new mammals from southern Peru[16]
- 1953: Notes sur quelques mammiferes de 1'Afrique Equatoriale Francaise[17]